# جيف غولدبلوم
جيف غولدبلوم (بالإنجليزية: Jeff Goldblum)‏ ممثل أمريكي يهودي من مواليد 22 أكتوبر 1952.

## أدواره في السينما الأمريكية
- الحديقة الجوراسية - دكتور إيان مالكوم
- الحديقة الجوراسية 2 - دكتور إيان مالكوم
- الحياة البحرية مع ستيف زيسو - أليستر هينيسي
- كلاب وقطط - بروفسور برودي
- يوم الاستقلال - ديفيد ليفينسون
- جزيرة الكلاب - دوك

## أدواره في التلفزيون الأمريكي
- غلي - هايرام بيري

## مواقع خارجية
- جيف غولدبلوم على موقع IMDb (الإنجليزية)
- جيف غولدبلوم على موقع روتن توميتوز (الإنجليزية)
- جيف غولدبلوم على موقع مونزينجر (الألمانية)
- جيف غولدبلوم على موقع قاعدة بيانات الأفلام العربية
- جيف غولدبلوم على موقع ألو سيني (الفرنسية)
- جيف غولدبلوم على موقع ميوزك برينز (الإنجليزية)
- جيف غولدبلوم على موقع تيرنر كلاسيك موفيز (الإنجليزية)
- جيف غولدبلوم على موقع أول موفي (الإنجليزية)
- جيف غولدبلوم على موقع بوكس أوفيس موجو (الإنجليزية)
- جيف غولدبلوم على موقع قاعدة بيانات برودواي على الإنترنت (الإنجليزية)